# Pescara 2F
Пескара 2F (исп. Pescara 2F) — аргентинский экспериментальный вертолёт. Спроектирован и построен аргентинским инженером Раулем Патерас Пескара. Один из первых вертолётов соосной схемы, аппарат имел 4 винта, в противоположные стороны вращались пары винтов соединённые по типу биплана.
16 января 1924, в Исси-ле-Мулино около Парижа, Рауль Пескара побил собственный мировой рекорд полёта на вертолёте, оставаясь в воздухе 8 минут и 13 4/5 секунды, пролетев 1 160 метров (3 810 футов). 29 января 1924, пытаясь выиграть приз Французского аэроклуба на дистанцию 1 километр (0.62 мили), Пескара завершил полёт через 10 минут, 33 секунды, но победа не была засчитана из-за краткого контакта его аппарата с землей. 18 апреля 1924 года с новым, оборудованным соосным несущим винтом, инженер установил первый вертолётный рекорд, признанный Международной авиационной федерацией (FAI) — 736 метров за 4 минуты, 11 секунд (приблизительно 13 км/ч) и на высоте 1,8 м.